# Ponchon

Ponchon este o comună în departamentul Oise, Franța. În 1 ianuarie 2022 avea o populație de 1.151 de locuitori.